# Cynoglossus roulei
Cynoglossus roulei är en fiskart som beskrevs av Wu 1932. Cynoglossus roulei ingår i släktet Cynoglossus och familjen Cynoglossidae. Inga underarter finns listade i Catalogue of Life.